# Connor Roberts (Fußballspieler, 1995)
Connor Richard John Roberts (* 23. September 1995 in Neath) ist ein walisischer Fußballspieler, der beim englischen FC Burnley unter Vertrag steht. Der Außenverteidiger ist seit September 2018 walisischer Nationalspieler.

## Persönliches
Connor Roberts wurde in der walisischen Mittelstadt Neath geboren, wuchs aber in Crynant auf.

## Karriere

### Verein
Roberts begann im Alter von neun Jahren seine fußballerische Ausbildung in der  Swansea City's Youth Academy. In der Premier League Saison 2015/16 wurde er an den Viertliga-Aufsteiger Yeovil Town zunächst für einen Monat ausgeliehen. Dort überzeugte er, so dass das Leihverhältnis auf die komplette Saison ausgedehnt wurde und er in 45 von 46 Ligaspielen zum Einsatz kam und mehrere Auszeichnungen erhielt.
Im August 2016 wurde er für sechs Monate an den Drittligisten Bristol Rovers ausgeliehen, kam dort aber nur zu zwei Einsätzen. Nach der Rückkehr nach Swansea spielte er für die U-23. In der Premier League Saison 2017/18 wurde er an den Zweitligaaufsteiger FC Middlesbrough ausgeliehen, hatte dort aber nur einen Einsatz. Anfang 2018 kehrte er nach Swansea zurück und hatte seine ersten Einsätze in der ersten Mannschaft in der Premier League. Der Verein stieg aber am Ende der Saison als Drittletzter ab. In den folgenden drei Spielzeiten der EFL Championship gehörte er zu den Stammkräften von Swansea.
Ende August 2021 unterzeichnete er beim Erstligisten FC Burnley einen Vierjahresvertrag. Mit Burnley stieg er in der Saison 2021/22 in die EFL Championship ab. Im folgenden Jahr gelang als Zweitligameister der direkten Wiederaufstieg in die Premier League. Im Januar 2024 wechselte er leihweise für ein halbes Jahr zu Leeds United in die EFL Championship.

### Nationalmannschaft
Im März 2016 kam Roberts einmalig für die walisische U19-Nationalmannschaft zum Einsatz. Im März 2016 kam er auch erstmals in der U21 in der Qualifikation für die U-21-EM zum Einsatz. Einen weiteren Kuntz-Einsatz hatte er im letzten Spiel der Qualifikation. Als Vierte verpassten die Waliser die Endrunde.
Im März 2018 wurde er erstmals für die walisische A-Nationalmannschaft nominiert. Beim China Cup hatte er am 26. März gegen Uruguay seinen ersten Einsatz, als er in der 59. Minute eingewechselt wurde. Nach einer weiteren Einwechslung im Mai im Freundschaftsspiel gegen Mexiko, hatte er im September in der UEFA Nations League 2018/19 seinen ersten Startelf- und Pflichtspieleinsatz und erzielte beim 4:1 gegen Irland sein erstes Länderspieltor zum 4:0-Zwischenstand. Auch in den drei anderen Nations-League-Spielen kam er zum Einsatz, als Gruppenzweite verpassten die Waliser aber den Aufstieg in die 1. Liga. In der Qualifikation für die Euro 2020 wurde er in sieben von acht Spielen eingesetzt. Durch einen 2:0-Sieg im letzten Spiel gegen Ungarn qualifizierten sich die Waliser direkt für die Endrunde.
In der UEFA Nations League 2020/21 wurde er viermal eingesetzt. Durch einen 3:1-Sieg im letzten Spiel gegen Finnland wurden die Waliser Gruppensieger und qualifizierten sich für die 1. Liga. Ende Mai 2021 wurde in den walisischen Kader für die Euro 2021 berufen. Bei der EM wurde er in den drei Gruppenspielen und im Achtelfinale gegen Dänemark eingesetzt. In den Gruppenspielen verpasste er keine Minute und erzielte beim Spiel gegen die Türkei in der 5. Minute der Nachspielzeit nach Vorarbeit von Kapitän Gareth Bale das Tor zum 2:0-Endstand. Im mit 0:4 gegen Dänemark verlorenen Achtelfinale wurde er nach 40 Minuten ausgewechselt.
In der Qualifikation für die WM 2022 erzielte er ein Tor beim 5:1-Sieg gegen Belarus.  Die Waliser belegten nach Abschluss der Gruppenspiele den zweiten Platz hinter Belgien und treffen in den Playoffs auf Österreich, wobei sie Heimrecht haben. Bei einem Sieg hätten sie im Playoff-Finale Heimrecht gegen den Sieger des Spiels zwischen der Schottland und der Ukraine.

## Erfolge
- Englischer Zweitligameister und Aufstieg in die Premier League: 2022/23 (FC Burnley)